# リトル・ウィロー
リトル・ウィロー(Little Willow)は、1997年にポール・マッカートニーが発表した楽曲。スタジオ・アルバム第9作『フレイミング・パイ』の収録曲。

## 概要
1994年12月30日に48歳の若さで病死した元ビートルズのメンバー、リンゴ・スターの妻であるモーリーンに捧げた曲である。また、子供であるザック、ジェイソン、リーにも捧げられている。
「この曲は、親しい友人の訃報を聞いた直後に作ったもの。その日の朝に知らせを聞いて、僕はしばらく他の事が一切考えられなくなってしまった。だからせめてこの曲を書いて、僕がどれだけ彼女の事を大切に想っていたか、何とかして伝えられればと思ったんだ。この曲は彼女と、彼女の子供たちに向けて書いたんだ。当然ながらとてもエモーショナルな曲になっている。手紙をしたためる代わりに、曲を書いたと言うわけだ。これが少しでも子供たちの心の慰めになってくれればいいんだけど。」とポールは語っている。
ビートルズの「アンソロジー1」が発売された1995年11月21日からレコーディングが開始され、ポールが多くの楽器を担当しているが、元ELOのメンバーであるジェフ・リンも参加している。
1997年12月3日にリリースされたダイアナ元英皇太子妃を追悼したアルバム『ダイアナ・トリビュート』にも収録された。
ミュージック・ビデオも製作され、1997年12月に放送されたアメリカのテレビ番組『Oprah Winfrey Show』で公開された。監督はジョン・シュレシンジャー。